# Kalisz Pomorski
Kalisz Pomorski este un oraș în Polonia.